# Árvore binária

Uma simples árvore binária de tamanho 9 e altura 3, com um nó raiz de valor 2. A árvore acima não está balanceada (elemento 5 possui 2 filhos a direita e nenhum a esquerda), nem está ordenada - notar que não é uma árvore binária de procura.

Uma árvore binária é uma estrutura de dados caracterizada por:
- Ou não tem elemento algum (árvore vazia).
- Ou tem um elemento distinto, denominado raiz, com dois ponteiros para duas estruturas diferentes, denominadas subárvore esquerda e subárvore direita.

Perceba que a definição é recursiva e, devido a isso, muitas operações sobre árvores binárias utilizam recursão. É o tipo de árvore mais utilizado na computação. A principal utilização de árvores binárias são as árvores binárias de busca

## Definições para árvores binárias
Os nós de uma árvore binária possuem graus zero, um ou dois. Um nó de grau zero é denominado folha.
Em uma árvore binária, por definição, cada nó poderá ter até duas folhas, sendo que ela se compara com a ABB (árvore binária de busca), apesar de não ter a propriedade da mesma ("na abb, existe uma regra na inserção").
A profundidade de um nó é a distância deste nó até a raiz. Um conjunto de nós com a mesma profundidade é denominado nível da árvore. A maior profundidade de um nó, é a altura da árvore.
Uma árvore "estritamente binária" é uma árvore na qual todo nó tem zero ou duas folhas.
Existem autores, porém, que adotam essa definição para o termo quase completa, e utilizam o termo completa apenas para árvores em que todos os níveis têm o máximo número de elementos.

## Definições em teoria dos grafos
Em teoria dos grafos, uma árvore binária é definida como um grafo acíclico, conexo, dirigido e que cada nó não tem grau maior que 2. Assim sendo, só existe um caminho entre dois nós distintos.
E cada ramo da árvore é um vértice dirigido, sem peso, que parte do pai e vai para o filho.

## Inserção
O algoritmo da inserção em árvores binárias são facilmente implementadas através de função recursiva.
Algoritmo da inserção em C:
```
 
void
 
inserir
(
struct
 
No
 
**
pRaiz
,
 
int
 
numero
){

     
if
(
*
pRaiz
 
==
 
NULL
){

*
 
pRaiz
 
=
 
(
struct
 
No
 
*
)
 
malloc
(
sizeof
(
struct
 
No
));

         
(
*
pRaiz
)
→
pEsquerda
 
=
 
NULL
;

         
(
*
pRaiz
)
→
pDireita
 
=
 
NULL
;

         
(
*
pRaiz
)
→
numero
 
=
 
numero
;

     
}
else
{

         
if
(
numero
 
<
(
*
pRaiz
)
→
numero
)

              
inserir
(
&
(
*
pRaiz
)
→
pEsquerda
,
 
numero
));

         
else

              
inserir
(
&
(
*
pRaiz
)
→
pDireita
,
 
numero
));

     
}

 
}

```

Algoritmo em C++:
```
template
 
<
typename
 
T
>

BSTree
<
T
>
 
*
BSTree
<
T
>::
insert
(
T
 
data
)

{

  
if
 
(
!
this
)

    
return
 
new
 
BSTree
(
data
);

  
if
 
(
data
 
>
 
this
->
data
)

    
this
->
right
 
=
 
this
->
right
->
insert
(
data
);

  
else

    
this
->
left
 
=
 
this
->
left
->
insert
(
data
);

  
return
 
this
;

}

```

Algoritmo da inserção em Java:
```
public
 
class
 
Arvore
 
{

    
public
 
No
 
raiz
;

    
class
 
No
 
{

        
Integer
 
valor
;

        
No
 
filhoEsquerdo
;

        
No
 
filhoDireito
;

        
public
 
No
(
Integer
 
valor
)
 
{

            
this
.
valor
 
=
 
valor
;

        
}

    
}

    
public
 
No
 
inserir
(
Integer
 
valor
)
 
{

        
return
 
this
.
inserir
(
new
 
No
(
valor
),
 
raiz
);

    
}

    
private
 
No
 
inserir
(
No
 
novo
,
 
No
 
anterior
)
 
{

        
if
 
(
raiz
 
==
 
null
)
 
{

            
raiz
 
=
 
novo
;

            
return
 
raiz
;

        
}

        
if
 
(
anterior
 
!=
 
null
)
 
{

            
if
 
(
novo
.
valor
 
<=
 
anterior
.
valor
)
 
{

                
anterior
.
filhoEsquerdo
 
=
 
this
.
inserir
(
novo
,
 
anterior
.
filhoEsquerdo
);

            
}
 
else
 
if
 
(
novo
.
valor
 
>
 
anterior
.
valor
)
 
{

                
anterior
.
filhoDireito
 
=
 
this
.
inserir
(
novo
,
 
anterior
.
filhoDireito
);

            
}
 
else
 
{

                
return
 
null
;

            
}

        
}
 
else
 
{

            
anterior
 
=
 
novo
;

        
}

        
return
 
anterior
;

    
}

}

```

Algoritmo da inserção em C#:
```
public
 
class
 
Node
{

    
public
 
Node
(
int
 
value
){

        
Value
 
=
 
value
;

    
}

    
public
 
decimal
 
Value
 
{
 
get
;
 
set
;
 
}

    
public
 
Node
 
Esq
 
{
 
get
;
 
set
;
 
}

    
public
 
Node
 
Dir
 
{
 
get
;
 
set
;
 
}

}

class
 
Tree
 
{

    
private
 
Node
 
root
;

    
public
 
Tree
(
int
 
value
){

        
root
 
=
 
new
 
Node
(
value
);

    
}

    
public
 
void
 
Add
(
int
 
value
){

        
Add
(
null
,
 
value
);

    
}

    
protected
 
virtual
 
void
 
Add
(
Node
 
node
,
 
int
 
value
){

        
if
 
(
node
 
==
 
null
)

            
node
 
=
 
root
;

        
if
 
(
value
 
<
 
node
.
Value
){

            
if
 
(
node
.
Esq
 
==
 
null
)

                
node
.
Esq
 
=
 
new
 
Node
(
value
);

            
else

                
Add
(
node
.
Esq
,
 
value
);

        
}
else
{

            
if
 
(
node
.
Dir
 
==
 
null
)

                
node
.
Dir
 
=
 
new
 
Node
(
value
);

            
else

                
Add
(
node
.
Dir
,
 
value
);

        
}

    
}

}

```

Algoritmo da inserção em Python:
```
def
 
insere
(
raiz
,
 
nodo
):

    
if
 
raiz
 
is
 
None
:

        
raiz
 
=
 
nodo

    
elif
 
raiz
.
chave
 
<
 
nodo
.
chave
:

        
if
 
raiz
.
direita
 
is
 
None
:

            
raiz
.
direita
 
=
 
nodo

        
else
:

            
insere
(
raiz
.
direita
,
 
nodo
)

    
else
:

        
if
 
raiz
.
esquerda
 
is
 
None
:

            
raiz
.
esquerda
 
=
 
nodo

        
else
:

            
insere
(
raiz
.
esquerda
,
 
nodo
)

```

## Percursos em árvore
Existem quatro tipos de percursos: Percurso em ordem simétrica (em-ordem), pré-ordem, pós-ordem e em-nível.

### Ordem simétrica
O algoritmo recursivo desse percurso em C é:
```
 
void
 
emOrdem
(
struct
 
No
 
*
pNo
)
 
{

     
if
(
pNo
 
!=
 
NULL
)
 
{

         
emOrdem
(
pNo
→
pEsquerda
);

         
visita
(
pNo
);

         
emOrdem
(
pNo
→
pDireita
);

     
}

 
}

```

O algoritmo recursivo desse percurso em C++ é:
```
void
 
ArvoreBinaria
 
::
 
EmOrdem
 
(
No
 
*
inicio
)
 
{

    
if
 
(
inicio
 
!=
 
NULL
)
 
{

        
this
->
EmOrdem
 
(
inicio
->
esquerdo
);

        
cout
 
<<
 
inicio
->
valor
 
<<
 
" "
;

        
this
->
EmOrdem
 
(
inicio
->
direito
);

    
}

}

```

O algoritmo recursivo desse percurso em Java é:
```
public
 
void
 
emOrdem
(
No
 
no
)
 
{

    
if
 
(
no
 
!=
 
null
)
 
{

        
emOrdem
(
no
.
filhoEsquerdo
);

        
System
.
out
.
println
(
no
.
valor
);

        
emOrdem
(
no
.
filhoDireito
);

    
}

}

```

Para a árvore acima, o percurso seria: 2, 7, 5, 6, 11, 2, 5, 4, 9. Veja a linha de execução:
- emOrdem(2→esq)
  - emOrdem(7→esq)
    - emOrdem(2→esq)
    - visita(2)
    - emOrdem(2→dir)

  - visita(7)
  - emOrdem(7→dir)
    - emOrdem(6→esq)
      - emOrdem(5→esq)
      - visita(5)
      - emOrdem(5→dir)

    - visita(6)
    - emOrdem(6→dir)
      - emOrdem(11→esq)
      - visita(11)
      - emOrdem(11→dir)
- visita(2)
- emOrdem(2→dir)
  - emOrdem(5→esq)
  - visita(5)
  - emOrdem(5→dir)
    - emOrdem(9→esq)
      - emOrdem(4→esq)
      - visita(4)
      - emOrdem(4→dir)

    - visita(9)
    - emOrdem(9→dir)

### Pré-ordem
O algoritmo recursivo desse percurso em C é:
```
 
void
 
preOrdem
(
Struct
 
No
 
*
pNo
){

     
if
(
pNo
 
!=
 
NULL
){

         
visita
(
pNo
);

         
preOrdem
(
pNo
→
pEsquerda
);

         
preOrdem
(
pNo
→
pDireita
);

     
}

 
}

```

O algoritmo recursivo desse percurso em C++ é:
```
void
 
ArvoreBinaria
  
::
 
PreOrdem
 
(
No
 
*
inicio
)
 
{

    
if
 
(
inicio
 
!=
 
NULL
)
 
{

        
cout
 
<<
 
inicio
->
valor
 
<<
 
" "
;

        
this
->
PreOrdem
 
(
inicio
->
esquerdo
);

        
this
->
PreOrdem
 
(
inicio
->
direito
);

    
}

}

```

O algoritmo recursivo desse percurso em Java é:
```
public
 
void
 
preOrdem
(
No
 
no
)
 
{

    
if
 
(
no
 
!=
 
null
){

        
System
.
out
.
println
(
no
.
valor
);

        
preOrdem
(
no
.
filhoEsquerdo
);

        
preOrdem
(
no
.
filhoDireito
);

    
}

}

```

Para a árvore acima, o percurso seria: 2, 7, 2, 6, 5, 11, 5, 9 e 4. Veja a linha de execução:
- visita(2)
- preOrdem(2→esq)
  - visita(7)
  - preOrdem(7→esq)
    - visita(2)
    - preOrdem(2→esq)
    - preOrdem(2→dir)

  - preOrdem(7→dir)
    - visita(6)
    - preOrdem(6→esq)
      - visita(5)
      - preOrdem(5→esq)
      - preOrdem(5→dir)

    - preOrdem(6→dir)
      - visita(11)
      - preOrdem(11→esq)
      - preOrdem(11→dir)
- preOrdem(2→dir)
  - visita(5)
  - preOrdem(5→esq)
  - preOrdem(5→dir)
    - visita(9)
    - preOrdem(9→esq)
      - visita(4)
      - preOrdem(4→esq)
      - preOrdem(4→dir)

    - preOrdem(9→dir)

### Pós-ordem
O algoritmo recursivo desse percurso em C é:
```
 
void
 
posOrdem
(
Struct
 
No
 
*
pNo
){

     
if
(
pNo
 
!=
 
NULL
){

         
posOrdem
(
pNo
→
pEsquerda
);

         
posOrdem
(
pNo
→
pDireita
);

         
visita
(
pNo
);

     
}

 
}

```

O algoritmo recursivo desse percurso em C++ é:
```
void
 
ArvoreBinaria
 
::
 
PosOrdem
 
(
No
 
*
inicio
)
 
{

    
if
 
(
inicio
 
!=
 
NULL
)
 
{

        
this
->
PosOrdem
 
(
inicio
->
esquerdo
);

        
this
->
PosOrdem
 
(
inicio
->
direito
);

        
cout
 
<<
 
inicio
->
valor
 
<<
 
" "
;

    
}

}

```

O algoritmo recursivo desse percurso em Java é:
```
public
 
void
 
posOrdem
(
No
 
no
)
 
{

    
if
 
(
no
 
!=
 
null
)
 
{

        
posOrdem
(
no
.
filhoEsquerdo
);

        
posOrdem
(
no
.
filhoDireito
);

        
System
.
out
.
println
(
no
.
valor
);

    
}

}

```

Para a árvore acima, o percurso seria: 2, 5, 11, 6, 7, 4, 9, 5 e 2. Veja a linha de execução:
- posOrdem(2→esq)
  - posOrdem(7→esq)
    - posOrdem(2→esq)
    - posOrdem(2→dir)
    - visita(2)

  - posOrdem(7→dir)
    - posOrdem(6→esq)
      - posOrdem(5→esq)
      - posOrdem(5→dir)
      - visita(5)

    - posOrdem(6→dir)
      - posOrdem(11→esq)
      - posOrdem(11→dir)
      - visita(11)

    - visita(6)

  - visita(7)
- posOrdem(2→dir)
  - posOrdem(5→esq)
  - posOrdem(5→dir)
    - posOrdem(9→esq)
      - posOrdem(4→esq)
      - posOrdem(4→dir)
      - visita(4)

    - posOrdem(9→dir)
    - visita(9)

  - visita(5)
- visita(2)

### Em-nível
O percurso em nível de uma árvore binária consiste em realizar operações em todos os nós, um nível por vez. Para que isso seja possível é necessária a utilização de outra estrutura de dados, sendo ela a fila. Sabendo disso, pode-se utilizar o seguinte pseudo-algoritmo para realizar o percurso em nível de uma árvore:
```
inicia em_nivel

    instanciar fila;

    fila = no_raiz

    inicia_enquanto (tamnho_da_fila != 0)
        elemento_retirado = retira_elemento_da_fila;
    
        realizar_processo_desejado;
    
        se (filho_esquerda != null)
            fila = filho_esquerda;
        if (filho_direita != null)
            fila = filho_direita;
    finaliza_enquanto
    
finaliza em_nivel;

```

## Contagem dos nós
Uma árvore binária que tenha todas as suas folhas completas possui o número de nós {\displaystyle (N)}, em relação ao total de níveis da árvore {\displaystyle (n)}, dado pela seguinte expressão:
{\displaystyle {\text{Nº de nós }}(N)=2^{n}-1}
Exemplos a partir de programação
Em Java
```
public
 
int
 
contagem
(
No
 
no
){

    
return
 
(
no
 
==
 
null
)
 
?
 
0
 
:
 
1
 
+
 
contagem
(
no
.
filhoEsquerdo
)
 
+
 
contagem
(
no
.
filhoDireito
);

}

```

Em C
```
 
int
 
contagem
(
struct
 
node
 
*
tree
)
 
{

    
return
 
(
tree
 
!=
 
NULL
)
 
?
 
(
contagem
(
tree
->
left
)
 
+
 
contagem
(
tree
->
right
)
 
+
 
1
)
 
:
 
0
;

 
}

```

## Transformação de uma árvore n-ária
Usar uma matriz para representar uma árvore n-ária é ineficiente, porque a maioria dos nódulos em aplicações práticas contêm menos de n filhos. Como resultado, este fato leva a uma matriz esparsa com grande espaço não utilizado na memória. Converter uma árvore n-ária arbitrária em uma árvore binária só aumentaria a altura da árvore por um fator constante e não afetaria a complexidade geral do pior dos casos. Em outras palavras, {\displaystyle O(\log _{m}n)\equiv O(\log _{2}n)} visto que {\displaystyle \log _{2}m\cdot \log _{m}n={\frac {\log m}{\log 2}}\cdot {\frac {\log n}{\log m}}=\log _{2}n}.
Primeiro, vinculamos todos os nós dos filhos imediatos de um determinado nó dos pais, para assim formar uma lista de links. Em seguida, mantemos o vínculo do pai com o primeiro (ou seja, o filho mais à esquerda) e removemos todos os outros links para o resto dos filhos. Repetimos esse processo para todos os filhos (caso possua) até que tenhamos processado todos os nós internos, e depois giramos a árvore em 45 graus no sentido horário. A árvore obtida é a árvore binária desejada obtida da árvore n-ária dada.
Uma árvore n-ária qualquer (árvore cujos nós possuem graus menores ou iguais a n) podem ser representados por uma árvore binária. Um exemplo dessa transformação pode ser vista na imagem abaixo:

## Métodos para representação de árvores binárias
Uma das maneiras mais simples de representar árvores binárias em linguagens de programação é por meio de arranjos unidimensionais (vetores). Caso a raiz esteja na posição zero, dado um nó de índice i qualquer, os seus filhos terão índices {\displaystyle 2i+1} e {\displaystyle 2i+2} e o seu pai terá índice piso((i - 1)/2). Caso a raiz esteja na posição um, os filhos terão índices {\displaystyle 2i} e {\displaystyle 2i+1} e o pai terá índice piso(i/2). Essa implementação é utilizada para representar árvores completas ou quase completas. Heaps, que são árvores binárias quase completas são implementadas na forma de um vetor de uma maneira bastante eficiente.
Apesar da simplicidade, essa representação requer uma grande quantidade de memória contígua para o armazenamento de árvores grandes, o crescimento desta é díficil de implementar e manter e pode haver grande quantidade de desperdício de memória.

Uma pequena árvore binária com raiz na posição 0, representada como um vetor.

Em uma linguagem que possua suporte a estruturas e referências (por exemplo pascal e C), as árvores podem ser implementadas a partir de nós, com um, ou mais, campos para a(s) informação(ões) principal(is) e dois campos apontadores especiais, denominados esquerda e direita, que fazem referência às subárvores esquerda e direita, respectivamente. Algumas vezes, há um apontador para o pai. Em um nó do tipo folha, os campos apontadores possuem valores especiais (nil em Pascal e "NULL" em C).